# Rudolf Noll
Rudolf Noll (* 17. April 1906 in Gänserndorf; † 27. April 1990 in Wien) war ein österreichischer Archäologe.

## Leben und Wirken
Der Sohn eines Bezirksleiters der Niederösterreichischen Landesbahnen besuchte das Akademische Gymnasium Salzburg und legte dort die Matura ab. Hans Oellacher war dort sein Lehrer und war entscheidend für Nolls Studienwahl. Er studierte an der Universität Wien die Fächer Klassische Philologie, Klassische Archäologie und Alte Geschichte. Seine akademischen Lehrer waren Emil Reisch, Emanuel Loewy, Arnold Schober und insbesondere Rudolf Egger. Für Egger nahm Noll an Grabungen in Virunum, Duel und Carnuntum teil. Er wurde 1930 promoviert. Anschließend arbeitete er für drei Jahre in einem schlecht bezahlten Probedienst in der Antikensammlung des Kunsthistorischen Museums. Ab 1938 bearbeitete er dort den Hortfund aus dem „Iupiter Dolichenus-Heiligtum“ des Römerlagers Locus Felicis, den sogenannten Dolichenusfund von Mauer an der Url. Von der Gauleitung wurde er im März 1938 zum Zellenleiter im Kunsthistorischen Museum ernannt. Er beantragte am 4. Juni 1938 die Aufnahme in die NSDAP und wurde rückwirkend zum 1. Mai desselben Jahres aufgenommen (Mitgliedsnummer 6.127.590). Auf Anregung Nolls fand am Tag der Volksabstimmung über den „Anschluss“ Österreichs an das Deutsche Reich im Kunsthistorischen Museum die Propagandaausstellung „Zum 10. April 1938“ statt.
Zu Beginn des Zweiten Weltkrieges war Noll dem Luftschutz-Referat zugeteilt und hatte wesentlichen Anteil daran, dass das Museum ohne gravierenden Schaden den Krieg überstand. Ab 1940 leistete er Kriegsdienst bei der Luftnachrichtentruppe. Zum Ende des Krieges war er Feldwebel. Noll kehrte 1947 aus jugoslawischer Kriegsgefangenschaft nach Wien zurück. Den Lebensunterhalt für seine Familie musste er teilweise als Kinobilleteur verdienen. Er war ab 1951 Herausgeber des Nachrichtenblattes „Pro Austria Romana“ (PAR). Damit begründete er eines der wichtigsten Publikationsorgane für die Erforschung der römischen Epoche in Österreich. Er trat 1952 als Vertragsbediensteter in das Kunsthistorische Museum ein. Noll wurde 1958 Leiter und 1963 Direktor der Antikenabteilung. Er machte das Heroon von Trysa erstmals der Öffentlichkeit zugänglich. 
Nolls Hauptwerke sind die 1947 erschienene Ausgabe der Vita Sancti Severini des Eugippius. Er veröffentlichte 1949 die Darstellung Kunst der Römerzeit in Österreich, die als eines der besten Bücher zum Thema gilt. Außerdem verfasste er 1954 das Buch Frühes Christentum in Österreich. Ihm wurden für seine Forschungen zahlreiche Ehrungen und Mitgliedschaften zugesprochen. Er war Mitglied des Österreichischen Archäologischen Instituts (1955) und des Deutschen Archäologischen Instituts (1961). Er wurde 1963 Honorarprofessor an der Universität Wien. Er war ab 1966 korrespondierendes und ab 1970 wirkliches Mitglied der Österreichischen Akademie der Wissenschaften. Das Land Niederösterreich verlieh ihm 1972 den Würdigungspreis für Wissenschaft. Ebenfalls 1972 wurde er Ehrenmitglied der Österreichischen Gesellschaft für Ur- und Frühgeschichte. Noll wurde mit dem Wilhelm-Hartel-Preis geehrt. Am Bahnhof Gänserndorf wurde 1996 eine Gedenktafel für ihn angebracht.
Noll hatte 1933 geheiratet. Aus der Ehe ging ein Sohn hervor. In Gänserndorf wurde die Dr.-Rudolf-Noll-Gasse nach ihm benannt.

## Schriften (Auswahl)
Ein Schriftenverzeichnis erschien in: Hermann Vetters: Rudolf Noll. In: Almanach der Österreichischen Akademie der Wissenschaften für das Jahr 1989/90. 140. Jahrgang, Wien 1990, S. 365–379, hier: S. 370–379.
- Frühes Christentum in Österreich. Von den Anfängen bis um 600 nach Chr. Deuticke, Wien 1954.
- Kunst der Römerzeit in Österreich. Akademischer Gemeinschaftsverlag, Salzburg 1949.
- Vom Altertum zum Mittelalter. Spätantike, altchristliche, völkerwanderungszeitliche und frühmittelalterliche Denkmäler der Antikensammlung. Wien 1958; 2. Auflage 1974.
- Griechische und lateinische Inschriften der Wiener Antikensammlung. Ein Verzeichnis. Wien 1962.
- Das Leben des Heiligen Severin. Lateinisch und deutsch (= Schriften und Quellen der alten Welt. Bd. 11). Akademie-Verlag, Berlin 1963.
- Das römerzeitliche Gräberfeld von Salurn (= Archäologische Forschungen in Tirol. Bd. 2). Universitätsverlag Wagner, Innsbruck 1963.
- Das Inventar des Dolichenusheiligtums von Mauer an der Url (Noricum). Verlag der Österreichischen Akademie der Wissenschaften, Wien 1980.